# Григорий (Чуков)
Митрополи́т Григо́рий (в миру Никола́й Кири́ллович Чу́ков; 1 февраля 1870, Петрозаводск — 5 ноября 1955, Москва) — архиерей Русской церкви; с 7 сентября 1945 митрополит Ленинградский и Новгородский, постоянный член Священного синода.

## Семья и образование
Единственный ребёнок в семье крестьян Кирилла Абрамовича (1839—1889), уроженца деревни Пудожская гора Повенецкого уезда и Анны Ивановны Чуковых (дев. Барышева, родилась в 1841 году в деревне Песчаное Пудожского уезда). Кирилл Абрамович в молодости уехал в Петербург, где служил приказчиком, в конце 1860-х годов с женой переехал в Петрозаводск, открыл собственную гостиницу «Онега» и «переписался» в мещане в середине 1870-х.
В 1876 году был отдан в частную школу О. В. Воскресенской, где обучалось около 20 мальчиков и девочек. Учился в олонецкой гимназии (1878—1884). В начале 1880-х стал прислуживать в алтаре кафедрального собора Петрозаводска. Большое влияние на него оказал прибывший 10 марта 1882 года вновь назначенный епархиальный архиерей Павел (Доброхотов), и в итоге он избрал путь церковного служения.
В августе 1884 года перешёл из 6 класса гимназии во 2-й класс Олонецкой духовной семинарии, которую окончил в июне 1889 года. Из-за тяжёлого материального положения семьи был вынужден отложить учёбу в академии. Поступил на должность надзирателя за учениками и эконома при общежитии Петрозаводского духовного училища, где проработал до 2 сентября 1891 года. В конце лета того же года был принят и в 1895 году окончил Санкт-Петербургскую духовную академию со степенью кандидата богословия. Магистр богословия (защитил диссертацию в 1926, утверждён в степени в 1927, тема диссертации: «Мессианские представления иудеев по Таргуму Ионафана, сына Узиелова»). Доктор богословия (1949).

## Деятельность в Олонии
После окончания академии вернулся в Петрозаводск и в сентябре 1895 назначен наблюдателем церковно-приходских школ и школ грамоты Олонецкой епархии. Вступил в должность, когда школьное дело в епархии находилось в упадке. В результате его деятельности в течение пятнадцати лет количество школ, а следовательно и учащихся увеличилось в два раза, в два с половиной раза увеличился контингент учителей, а средства на содержание школ в шесть раз. В епархии были открыты 308 библиотек с общим количеством книг более 55000 томов. Для взрослого населения при школах были введены воскресные чтения.
С апреля 1897, одновременно, священник кафедрального собора Петрозаводска. С мая 1907 — протоиерей. О. Николай Чуков принимал активное участие в различных общественных благотворительных и просветительных организациях, участвовал в деятельности Православного Карельского братства, в 1909—1917 был председателем его Олонецкого совета. Был близок к русским националистам, выступавшим за сдерживание финского влияния на православных карел. В течение 17 лет представлял духовенство в олонецком губернском земстве, дважды избирался кандидатом в члены Государственного совета от белого духовенства. С 1906 — член, в 1910—1915 — председатель совета Олонецкого епархиального женского училища.
С 3 февраля 1911 по 1918 — ректор Олонецкой духовной семинарии. Ревизор Учебного комитета при Св. Синоде П. Ф. Полянский (позднее — митрополит Петр (Полянский)) писал в 1915 о деятельности о. Николая Чукова: «Нынешний ректор, будучи начальником солидным, авторитетным и заботливым, сумел и на воспитанников повлиять благотворно, вселив в них любовь к благолепию церковной службы».
Был известен своими широкими взглядами — так, любил бывать в театре, и, занимая одно из самых видных мест в первых рядах партера, давал понять, что не видит в этом ничего предосудительного.
Выступал в печати за сохранение религиозного образования в государственной школе; 24 июня того же года Олонецким Общим епархиальным съездом духовенства и мирян был избран председателем Олонецкого епархиального училищного совета, а также представителем от духовенства на Губернское Земское собрание.
28 октября 1914 г. был избран председателем Олонецкого губернского комитета городского союза «для заведования делом эвакуации больных и раненых воинов в Олонецкой губернии». С 16 августа 1915 г. — председатель Олонецкого губернского земско-городского комитета по снабжению армии.
В 1918 году дважды арестовывался в Петрозаводске, после второго ареста был выслан из Олонецкой губернии, переехал в Петроград.

## Деятельность в Петрограде

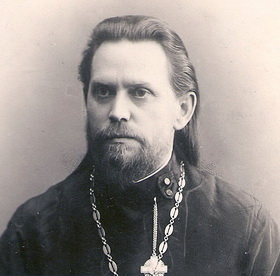
Настоятель Казанского кафедрального собора, ректор Богословского института прот. Николай Чуков

В 1919—1920 годы — настоятель Петропавловской церкви Петроградского университета. С декабря 1920 — настоятель Казанского собора. В 1920 был избран ректором Петроградского богословского института, преподавал в институте христианскую педагогику с дидактикой Закона Божия. Являлся товарищем председателя правления Общества православных приходов Петрограда и его губернии.
30 мая 1922 года был арестован по делу «о сопротивлении изъятию церковных ценностей». 5 июля 1922 был приговорён к высшей мере наказания на «процессе митрополита Вениамина». 3 августа 1922 расстрел был заменён ему и ещё нескольким приговорённым пятью годами тюрьмы со строгой изоляцией. Был освобождён 30 ноября 1923.
С 29 марта 1924 по март 1935 года — настоятель Николо-Богоявленского собора. В 1924—1928 возглавлял районные богословские курсы, с 1925 — Высшие богословские курсы. В трудные годы гонений на церковь стремился сохранить традицию качественного духовного образования.
Был сторонником «примирительной» политики по отношению к обновленческому движению (в том числе соглашался на значительные уступки обновленцам, возможность которых была отклонена священноначалием), однако всегда оставался в юрисдикции Патриаршей церкви. По словам профессора-протоиерея Георгия Митрофанова, «безусловно, он не демонизировал обновленчество, он видел в обновленцах людей, достойных уважения. Сам не будучи обновленцем, сотрудничал с ними в сфере духовного просвещения. Безусловно, ему были созвучны некоторые их идеи в плане преобразования богослужения».
Остался верен заместителю Патриаршего местоблюстителя митрополиту Сергию (Страгородскому), с которым был близко знаком ещё в годы его служения на Финляндской кафедре, после издания им декларации от 1927 года.
Одновременно с церковной службой, с 1918 по 1922 состоял научным сотрудником Комиссии по исследованию естественных производительных сил России при Академии Наук, а с 1926 — членом Комиссии по изучению Карельско-Мурманского края при Русском географическом обществе.
11 июня 1930 года был арестован по делу организации «Всенародный союз борьбы за возрождение свободной России» («Дело академика Платонова»), 14 марта 1931 освобождён из Дома предварительного заключения «за недоказанностью обвинения».

## Саратовская ссылка
В марте 1935 года, в т. н. «Кировский поток», был выслан из Ленинграда в Саратов, где недолго служил в церкви, но по большей части занимался литературными трудами. Овдовел, во время ленинградской блокады потерял троих детей. В декабре 1941 года Патриарший местоблюститель митрополит Сергий (Страгородский), находившийся в эвакуации в Ульяновске, предложил ему стать епископом.

## Архиерей

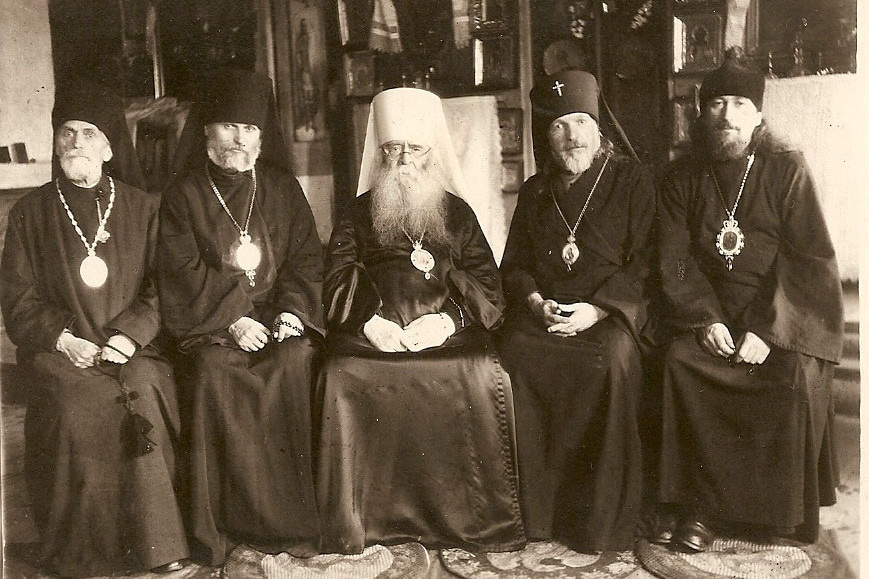
епископ Саратовский Григорий (Чуков), архиепископ Уфимский Стефан (Проценко), Патриарший Местоблюститель митрополит Московский и Коломенский Сергий (Страгородский), архиепископ Куйбышевский Алексий (Палицын), архиепископ Рязанский Алексий (Сергеев). Ульяновск. 14 октября 1942 г.

22 сентября 1942 года определением Патриаршего Местоблюстителя, главы православной Церкви в СССР Сергия, митрополита Московского и Коломенского, протоиерей Николай Чуков был назначен на Ульяновскую кафедру: «Слушали. Предложение Патриаршего Местоблюстителя о том, что „на вакантную Ульяновскую кафедру в качестве кандидата мог бы быть указан проживающий в Саратове на покое протоиерей Николай Кириллович Чуков, 72 лет, магистр богословия, бывший ректор Богословского института в Ленинграде и настоятель Казанского ленинградского собора, известный лично мне по своей усердной работе в православном Карельском братстве, как епархиальный наблюдатель и потом ректор Духовной семинарии в Олонецкой епархии“».
Однако в связи с получением сообщения от архиепископа Андрея (Комарова) о начале служения в Свято-Троицком соборе Саратова митрополит Сергий переменил своё решение. По приезде о. Николая в Ульяновск 12 октября он вручил ему указ № 587 от 11 октября 1942 года о назначении епископом Саратовским, вместо уже перемещенного в Казань архиепископа Андрея, номинально имевшего титул Саратовского по причине закрытия всех храмов епархии и пребывавшего в Куйбышеве.
13 октября 1942 года во временном Патриаршем Казанском соборе на ул. Водников (ныне Корюкина) архиепископом Куйбышевским Алексием (Палицыным) был пострижен в монашество с именем Григорий в честь священномученика Григория, просветителя Армении.
14 октября 1942 года там же был хиротонисан во епископа Саратовского. Хиротонию совершили: Патриарший Местоблюститель митрополит Московский и Коломенский Сергий (Страгородский), архиепископ Уфимский Стефан (Проценко), архиепископ Куйбышевский Алексий (Палицын), архиепископ Рязанский Алексий (Сергеев).
15 октября епископ Григорий был возведён в сан архиепископа согласно указу № 594 от 15 октября 1942 года «во внимание к свыше 45-летнему служению в священном сане и в должности епархиального наблюдателя церковно-приходских школ, ректора Духовной семинарии и, наконец, ректора Богословского института в Ленинграде, магистра богословия».
С 8 июля 1943 года — архиепископ Саратовский и Сталинградский.
В 1942—1943 годы, одновременно, временно управлял Астраханской епархией; при возрождении Тамбовской епархии некоторое время окормлял первые открытые в ней приходы.
Участник Архиерейского собора 1943 года и Поместного собора 1945 года.
С 26 мая 1944 года — архиепископ Псковский и Порховский, временно управляющий Ленинградской и Новгородской епархиями, с 28 июля 1944 года — также Олонецкой епархией.
В марте 1945 года был командирован в Таллин для присоединения находившихся в составе Эстонской апостольской православной церкви приходов к Московскому патриархату. Познакомился с протоиереем Иоанном Богоявленским и священником Александром Осиповым; вскоре добился разрешения пригласить их в Ленинград для преподавания в возрождаемых духовных школах.
С 7 сентября 1945 года — митрополит Ленинградский и Новгородский; кроме того, временно управлял Псковской (1945—1949 и вторично 1949—1954) и Олонецкой епархиями (1944—1947 и вторично 1949—1954). С 1945 также управлял русскими общинами и монастырями в Финляндии.
В 1946 году управлял также Эстонской епархией.
В 1954 году был освобождён от управления Псковской епархией и приходами и монастырями в Финляндии.

### Председатель Учебного комитета
В 1943 году по поручению митрополита Сергия (Страгородского) подготовил проект воссоздания духовного среднего и высшего образования. Председатель Учебного Комитета при Священном Синоде с его возрождения в апреле 1946 до кончины. Был инициатором и главной движущей силой восстановления деятельности Ленинградских духовных школ. Патриарх Алексий II (сам учившийся в этих школах в бытность митрополита Григория правящим архиереем) в 2005 вспоминал о его деятельности: «В возрожденные духовные Академию и Семинарию в послевоенные годы он сумел привлечь кандидатов и магистров богословия дореволюционной духовной школы, которых знал и с которыми работал на ниве богословского образования и тем обеспечил преемство богословского образования в Русской Православной Церкви. Разработанная им система богословского образования выдержала испытание временем и позволила подготовить большое количество священно- и церковнослужителей».

### Церковный дипломат
Неоднократно возглавлял церковные делегации, посещавших зарубежные страны. В апреле 1945 года посетил Болгарию, где занимался вопросами возобновления общения с Болгарской православной церковью по снятии ранее в том же году схизмы.
В октябре того же года посетил Финляндию для переговоров с архиепископом Карельским Германом (Аавом) (Православная церковь Финляндии), пытаясь вернуть ушедшие в Константинопольский патриархат финские православные приходы в юрисдикцию Московской патриархии. Однако финская сторона от немедленного решения вопроса уклонилась.
По оценке историка Максима Каиля, его поездки 1945 года имели особое значение, поскольку сформировали протокол, а также своего рода традицию подобных визитов.
В августе 1946 года возглавил делегацию РПЦ, направленную в Париж в связи с кончиной 8 августа митрополита Евлогия (Георгиевского), за год до того присоединившегося к Московскому патриархату вопреки желанию большинства своей паствы и клира; возглавил его отпевание. Попытка закрепить евлогианские приходы в юрисдикции Московского Патриархата закончилась тогда провалом.
В конце 1946 года возглавлял делегацию РПЦ, совершившую поездку на Ближний Восток, встречался с патриархами Александрийским, Антиохийским и Иерусалимским, а также с коптским патриархом Иосифом II.
В 1947 году сопровождал патриарха Алексия I во время его визита в Румынию.
С 18 июля до ноября 1947 года находился в США как полномочный представитель патриарха для обсуждения с митрополитом Феофилом (Пашковским) «условий воссоединения возглавляемой им ориентации» (Северо-Американской митрополии) с РПЦ, но не сумел добиться личной с ним встречи и отверг предложенный ему митрополией проект автономии Русской православной церкви в Северной Америке и Канаде. Перед отъездом из Нью-Йорка в Москву обратился ко «всем верным чадам Русской Православной Церкви в Северной Америке и Канаде» с посланием, в котором призвал «объединиться до времени полного общего единения вокруг его [Патриарха Московского и всея Руси Алексия] законного в Северной Америке представителя Преосвященного Макария, Архиепископа Нью-Йоркского».
Церковно-дипломатическая деятельность митрополита Григория находилась в русле геополитических устремлений руководства СССР. По словам Ольги Васильевой, «в 1945—1946 гг. он выполнял в некотором смысле роль чрезвычайного посла нашей страны на Ближнем Востоке. С его помощью решился ряд важных вопросов, хотя, по его признанию, эту деятельность он не очень любил». По её же мнению, «то, что в 1946—1947 митрополит Григорий отправляется на Ближний Восток, было неслучайно. К этому времени США простирали свои влияние на Грецию и Турцию. И нам было небезразлично, что происходит в этом регионе».
В 1950 года вновь посетил Сирию, где встречался с патриархом Антиохийским, а в 1953 году участвовал в интронизации первого патриарха Болгарской православной церкви Кирилла. В октябре 1955 год вновь был командирован во главе церковной делегации в Румынию для участия в торжествах по случаю канонизации святых Румынской церкви. Программа визита предусматривала поездку по горным монастырям, после которой 85-летний митрополит «чувствовал себя нездоровым».

### Смерть и погребение
Скончался 5 ноября 1955 года «от кровоизлияния в мозг» в Москве, в здании Патриархии, после возвращения из Румынии. Тело было самолётом доставлено в Ленинград 8 ноября. Погребение 11 ноября в Николо-Богоявленском соборе возглавил митрополит Минский и Белорусский Питирим.
Усилиями митрополита Григория в 1949 году Епархиальному управлению был передан в руинированном состоянии Духовский корпус Александро-Невской лавры. После реставрации на пожертвования верующих в нём была устроена резиденция митрополита с домовой церковью св. Александра Невского. В этой церкви митрополит и был похоронен. 25 августа 1961 года, при реквизиции у епархии Духовского корпуса и закрытии домовой церкви, его прах с разрешения властей перенесли в подклет Троицкого собора Лавры, одновременно были перенесены останки погребённого там же его преемника по кафедре митрополита Елевферия.

## Награды
- Орден Святой Анны III степени 1910
- Орден Святого Владимира IV степени 1914
- Медаль «За доблестный труд в Великой Отечественной войне 1941—1945 гг.» 1946

## Оценки
В мае 1957 года на совещании в Совете по делам РПЦ отмечалось, что умерший полтора года назад митрополит Ленинградский Григорий «не терпел никаких советов уполномоченного и если узнавал про отдельные советы, рекомендованные уполномоченным, то, как правило, делал всё наоборот. Преследовал духовенство, которое периодически посещало уполномоченного».
Митрополит Санкт-Петербургский и Ладожский Владимир (Котляров) в 2005 году на заседании, посвящённом 50-летию кончины митрополита Григория, высказался за его причисление к лику святых.
Историк и протоиерей Георгий Митрофанов тогда же говорил, в частности:

<…> Возьмём эту его уже упоминавшуюся внешнеполитическую деятельность. Она ему удавалась, да. Но именно потому, что она ему удавалась, то оказывалась подчас нравственно невыносимой. Ведь что собой представляла эта внешнеполитическая деятельность? Это была дань, которую должна была платить наша церковная иерархия богоборческому режиму. И что мог чувствовать этот человек, выехав, например, в 1947 году на похороны митрополита Евлогия (Георгиевского) и многократно говоривший за границей о том, насколько хорошо положение Церкви в Советском Союзе. Он ведь прекрасно понимал, что выступает в качестве сирены, заманивавшей многих русских эмигрантов в ссылки и лагеря, что потом со многими и происходило. <…> он сознательно пошёл на те компромиссы, которых долгое время старался избегать, шёл на них безусловно из желания сохранить Церковь в тех условиях, в которых она оказалась благодаря богоборческой власти и политике митрополита Сергия, прошёл этот путь, но для него существовало понятие предела.

## Труды
Его статьи в 1893—1918 публиковались в «Олонецких епархиальных ведомостях» (редактором которых он некоторое время был), в издававшейся им в 1911—1917 газете «Олонецкая неделя», а с 1943 — в «Журнале Московской Патриархии». Мемуарист, в 1932—1939 написал свои воспоминания о деятельности как до, так и после 1917. Кроме того, в саратовский период своей жизни подготовил несколько рукописных сборников проповедей, слов и речей, а также апологетических бесед об основных истинах христианства. Также собрал два тома материалов, относящихся к истории Русской православной церкви.
- Начало христианства в Олонецком крае. Петрозаводск, 1893.
- Руководство по Закону Божию для школ с карельским населением. Выборг, 1908.
- Исторический очерк развития церковных школ в Олонецкой епархии за 25 лет (1884—1909 г.). Петрозаводск, 1910.
- Очерк деятельности Православного Карельского братства в Олонецкой губернии. Петрозаводск, 1910.

статьи
- Речь в Кафедральном Богоявленском соборе г. Москвы 12 сентября с. г. в день интронизации Патриарха Сергия // Журнал Московской Патриархии. 1943. — № 2. — С. 9-10.
- Учреждение духовно-учебных заведений // Журнал Московской Патриархии. 1943. — № 3. — С. 22-24.
- Слово в день погребения Святейшего Патриарха Московского и всея Руси Сергия в кафедральном патриаршем соборе 18 мая 1944 г. // Журнал Московской Патриархии. 1944. — № 6. — С. 28-30.
- Биография Патриаршего Местоблюстителя Преосвященного Алексия, Митрополита Ленинградского и Новгородского // Журнал Московской Патриархии. 1944. — № 6. — С. 49-50.
- Слово в Неделю св. жен-мироносиц, сказанное в Саратовском Троицком соборе, 30 апреля 1944 г. // Журнал Московской Патриархии. 1944. — № 5. — С. 17-18.
- Ленинград в дни Великой Отечественной войны // Журнал Московской Патриархии. 1944. — № 10. — С. 15-16.
- Московская церковная делегация в Болгарии // Журнал Московской Патриархии. 1945. — № 5. — С. 19-24.
- Соловьев С. М. (к 125-летию со дня его рождения) // Журнал Московской Патриархии. 1945. — № 4. — С. 44-46.
- Поездка Святейшего Патриарха Алексия в Болгарию // Журнал Московской Патриархии. 1946. — № 6. — С. 3-19.
- Слово в Неделю Апостола Фомы (произнесено в Ленинградском Спасо-Преображенском соборе 28 апреля 1946 г.) // Журнал Московской Патриархии. 1946. — № 6. — С. 24-25.
- Поездка на Ближний Восток // Журнал Московской Патриархии. 1946. — № 12. — С. 4-8.
- Слово, произнесенное в Богоявленском Патриаршем соборе в день памяти святых Первоверховных Апостолов Петра и Павла 12 июля 1948 г. // Журнал Московской Патриархии. 1948. — № 8. — С. 36-37.
- От Патриарха Московского и Священного Синода // Журнал Московской Патриархии. 1952. — № 4. — С. 6. (в соавторстве)
- Голос Русской Православной Церкви // Журнал Московской Патриархии. 1954. — № 12. — С. 4-5. (в соавторстве)
- Приветственный адрес от Священного Синода, епископата, клира и паствы Русской Православной Церкви Святейшему Патриарху Московскому и всея Руси Алексию в день 10-летия патриаршего служения (4/II 1945 — 4/II 1955) // Журнал Московской Патриархии. 1955. — № 2. — С. 6-7 (в соавторстве)
- Уничтожить жало атомной смерти // Журнал Московской Патриархии. 1955. — № 3. — С. 44-45. (в соавторстве)
- От Русской Православной Церкви [соболезнование в связи с трагическими событиями в Стамбуле] // Журнал Московской Патриархии. 1955. — № 10. — С. 3. (в соавторстве)
- Слово за литургией в храме Ленинградских Духовных школ 9 октября 1950 года, в день памяти святого апостола и евангелиста Иоанна Богослова // Журнал Московской Патриархии. 1980. — № 10. — С. 26-27.
- Слово на Рождество Христово // Журнал Московской Патриархии. 1980. — № 12. — С. 37.
- Слово в Неделю апостола Фомы // Журнал Московской Патриархии. 1981. — № 4. — С. 25-26.
- Слово в Великий Пяток // Журнал Московской Патриархии. 1982. — № 3. — С. 39.
- Слово в день Рождества Христова // Журнал Московской Патриархии. 1989. — № 12. — С. 34.
- Слово к студентам и воспитанникам Ленинградских Духовных академии и семинарии в день памяти святого Апостола Иоанна Богослова // Журнал Московской Патриархии. 2002. — № 9. — С. 70-72.